# Geraldine González
Geraldine Sthefany González (ur. 18 kwietnia 2002) – dominikańska siatkarka, reprezentantka kraju, grająca na pozycji środkowej. 

## Sukcesy klubowe
Mistrzostwo Dominikany:
- 2019[2]

## Sukcesy reprezentacyjne
Puchar Panamerykański Kadetek:
- 2015[3]
- 2017

Mistrzostwa Ameryki Północnej, Środkowej i Karaibów Juniorek:
- 2016[4]
- 2018

Mistrzostwa Ameryki Północnej, Środkowej i Karaibów Kadetek:
- 2016[5]

Puchar Panamerykański U-23:
- 2016, 2018[6], 2021

Mistrzostwa Świata Kadetek:
- 2017

Puchar Panamerykański Juniorek:
- 2019[7]

Puchar Panamerykański:
- 2021[8], 2022[9]

Mistrzostwa Ameryki Północnej, Środkowej i Karaibów:
- 2021[10], 2023[11]

Igrzyska Ameryki Środkowej i Karaibów:
- 2023

## Nagrody indywidualne
- 2016: Najlepsza środkowa Mistrzostw Ameryki Północnej, Środkowej i Karaibów Kadetek[12]
- 2016: Najlepsza środkowa Mistrzostw Ameryki Północnej, Środkowej i Karaibów Juniorek[13]
- 2017: Najlepsza środkowa Pucharu Panamerykańskiego Juniorek[14]
- 2018: Najlepsza środkowa Mistrzostw Ameryki Północnej, Środkowej i Karaibów Kadetek
- 2018: Najlepsza środkowa Mistrzostw Ameryki Północnej, Środkowej i Karaibów Juniorek[15]
- 2019: Najlepsza środkowa Pucharu Panamerykańskiego Juniorek[16]
- 2021: Najlepsza środkowa Pucharu Panamerykańskiego U-23
- 2022: Najlepsza środkowa Pucharu Panamerykańskiego[17]
- 2023: Najlepsza środkowa Pucharu Panamerykańskiego[18]